# مسجد مشكال
مسجد مشكال، هو مسجد تاريخي من العصور الوسطى يقع في حي كوتشيات في كاليكوت على ساحل مالابار، جنوب الهند. 

## التاريخ
- يعتبر المسجد أحد المساجد القليلة الباقية من العصور الوسطى، ومعلمًا ثقافيًا وتاريخيًا ومعماريًا مهمًا في ولاية كيرالا.[2]

- تم بناء المسجد في القرن الرابع عشر، كانت مشكال  نشطة تجارياً في كاليكوت في أربعينيات القرن الرابع عشر وتمتلك أسطولًا من السفن للتجارة مع الهند والصين واليمن وبلاد فارس.

- في يناير عام 1510، تم حرق المسجد جزئيًا في هجوم برتغالي على كاليكوت.

- اعيد تجديد المسجد وهو يتكون من خمس طوابق ويرتبط بالمسجد خزان كبير يعرف باسم خزان كوتيشيرا.  يحتوي المسجد على 47 بابًا و24 عمودًا منحوتًا وقاعة صلاة كبيرة تتسع لحوالي 400 شخص.[3][4]